# 沈庠
沈庠（1440年—？），字尚倫，應天府上元縣匠籍，直隸吳江縣人，明朝政治人物。

## 生平
順天府鄉試第二十四名舉人。成化十七年（1481年）中式辛丑科會試第一百六十七名，二甲第九十名進士。

## 家族
曾祖沈伯義；祖父沈仕澄；父沈安，母童氏。具庆下。